# Fabrique royale de cristal de la Granja
La fabrique royale de cristal de la Granja, située dans la commune de Real Sitio de San Ildefonso dans la province de Ségovie en Espagne, est une manufacture royale construite sous le règne du roi Philippe V d'Espagne, au XVIIIe siècle. Le bâtiment d'origine ayant été victime d'un incendie en 1770, une seconde cristallerie fut construite la même année sous le règne de Charles III[réf. nécessaire]. La Manufacture royale abrite aujourd'hui le Centre national du verre (Fundacion Centro Nacional del Vidrio) et un musée du verre.

## Présentation
De son nom complet La Real Fábrica de Cristales de La Granja de San Ildefonso, cette manufacture a pour particularité d'avoir été conçue pour héberger les maîtres verriers, leurs ouvriers, et toutes leurs familles. Ils pouvaient exécuter là l'ensemble des opérations nécessaires pour le traitement du verre. En créant ce centre d'excellence, le but de la couronne était d'y réunir des compétences tant artistiques que techniques venues des quatre coins d'Europe. 

## Protection
La manufacture fait l’objet d’un classement en Espagne au titre de bien d'intérêt culturel depuis le 19 juin 1997.